# Domenico Maria Canuti
 (juillet 2025).
Domenico Maria Canuti (Bologne, 5 avril 1625 - Bologne, 6 avril 1684) est un peintre italien baroque du XVIIe siècle appartenant à l'école bolonaise.

## Biographie
Domenico Maria Canuti est d'abord élève de Guido Reni, puis du Guerchin.
Entre 1650 et 1660, et plus tard dans les années 1670, il exécute de nombreuses fresques décoratives à Rome, comme la quadratura du plafond du monastère des saint Dominique et avec l'Apothéose de saint Dominique. Il a été souvent commissionné par les Olivétains.
Il a assisté Francesco Cozza et Carlo Maratta pour la décoration du palais Altieri.
Revenu à Bologne il emploie Giuseppe Maria Crespi et Giovanni Antonio Burrini dans son atelier qui travaille aussi pour Lorenzo Pasinelli.
Il est l'un des peintres des fresques de la bibliothèque du monastère San Michele in Bosco, du Palazzo Pepoli et du palais Felicini-Fibbia à Bologne, du Palais ducal de Mantoue et du Palazzo Colonna à Rome.
Le sculpteur bolonais Giuseppe Mazza a commencé son apprentissage dans son atelier.

## Œuvres
- Paris, Beaux-Arts de Paris : 
  - Étude pour l'Apothéose de Romulus, pierre noire, plume et encre brune, lavis brun et rehauts de gouache blanche. H. 0,241 ; L. 0,335 m. Dans les années 1670, le cardinal Paluzzo Paluzzi degli Albertoni confie à Canuti le décor du plafond de la grande antichambre du Palazzo Altieri de Rome. L'Apothéose de Romulus est la scène centrale. Cette feuille est un bozetto, une des recherches les plus abouties de l'artiste pour cette composition[1].

## Sources
1. ↑  Brugerolles, Emmanuelle, van Tuyll, Carel, Le Dessin à Bologne, Carrache, Guerchin, Dominiquin …, Chefs-d’œuvre des Beaux-Arts de Paris, Paris, Beaux-Arts éditions, 2019, p. 96-98, Cat. .

- (en) Cet article est partiellement ou en totalité issu de l’article de Wikipédia en anglais intitulé « Domenico Maria Canuti » (voir la liste des auteurs).